# Баллокс Уилшир
Баллокс Уилшир (англ. Bullocks Wilshire) — здание в стиле арт-деко площадью 21 000 м², расположенное на бульваре Уилшир, 3050 в Лос-Анджелесе, штат Калифорния. Здание было построено в 1929 году в качестве люксового универмага для Джона Г. Баллока (собственника сети магазинов «Баллок» в даунтауне Лос-Анджелеса).

## История

### Проектирование
Здание было спроектировано лос-анджелесскими архитекторами Джоном и Дональдом Паркинсонами (отец и сын), а дизайн интерьера — Элеонорой Лемер и Джоком Петерсом из компании Feil & Paradise Company, роспись на воротах была выполнена Германом Саксом.

### Внешний вид
Отличительной особенностью здания является башня высотой 73 м с медным куполом бледно-зелёного цвета. В своё время башня освещалась и была видна на многие километры вокруг. Так как в то время здание располагалось по большей части в жилом районе, то его целью было привлечь покупателей, которые не стремились отправляться за покупками в даунтаун Лос-Анджелеса. Витрины универмага были обращены на улицы и украшены, чтобы привлечь в основном внимание автомобилистов.

### Интерьер
Покупатели входили через фойе, пол которого был из травертина, а лифты из обычной и красной латуни, а также никеля. На первом этаже находился сводчатый Парфюмный зал, стены которого были из женевьевского мрамора, приглушающего свет. На других этажах выставлялась одежда и аксессуары в стеклянных витринах на палисандровых стендах. На самом верху выставочные залы и салоны функционировали как отдельные бутики. В зале «Людовика XVI» продавалась дизайнерская одежда, а в зале «Директории» — официальная, а позднее и меха. Со временем появились зал Chanel и салон Ирены Лентц, место будущего голливудского дизайнера, считающимся первым бутиком, посвящённый одному дизайнеру внутри крупного американского универмага. Лентц шила костюмы на заказ для знаменитостей, тем самым она стала работать в качестве дизайнера во многих крупных киностудиях, включая и Metro-Goldwyn-Mayer. Другие отделы включали в себя игрушки, принадлежности для собак Doggery и первые в городе товары для отдыха Playdeck. Салон женской обуви был отделан панелями из дерева, произрастающего в Центральной Америке, а меховое ателье — пробкой экзотических оттенков. Особенностью магазина The Saddle Shop были пол из плиток цвета киновари, настенные шкафы из тёмно-красного дуба и гипсовое изображение лошади в натуральную величину, Bullock’s Barney. На верхнем этаже была чайная комната и прилегающая гостиная, где светские дамы собирались на показы мод. По-настоящему элитное обслуживание было предназначено для избранных людей, приглашаемых в магазин в приватную комнату Дж. Г. Баллока на пятом этаже. Комната была отделана деревянными панелями. Титаны бизнеса и политики отдыхали за коктейлями и закусками, так как являлись потенциальными партнёрами, которые могли принести огромную пользу.